# Amphiaeschna ampla
Amphiaeschna ampla – gatunek ważki z rodziny żagnicowatych (Aeshnidae); jedyny przedstawiciel rodzaju Amphiaeschna. Występuje na Jawie (miejsce typowe) i Sumatrze. Laidlaw (1923) wskazał także jako miejsce występowania Tonkin (północny Wietnam), ale nie zostało to potwierdzone.